# Derwisch

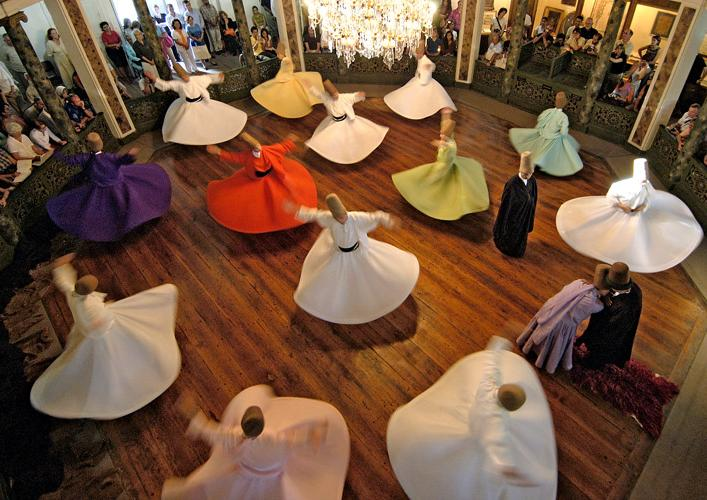
Tanzende Derwische des Mevlevi-Ordens in der Türkei, Februar 2006

Der Ausdruck Derwisch bezeichnet vor allem in den europäischen Sprachen einen Sufi, den Angehörigen einer muslimischen asketisch-religiösen Ordensgemeinschaft (tariqa), die im Allgemeinen für ihre Bescheidenheit und Disziplin bekannt ist.
Derwische praktizieren den Sufismus und gelten als Quelle der Klugheit, der Heilkunst, der Poesie, der Erleuchtung und der Weisheit. Zum Beispiel wurde Nasreddin nicht nur für Muslime zu einer Legende im Orient.

## Wortbedeutung

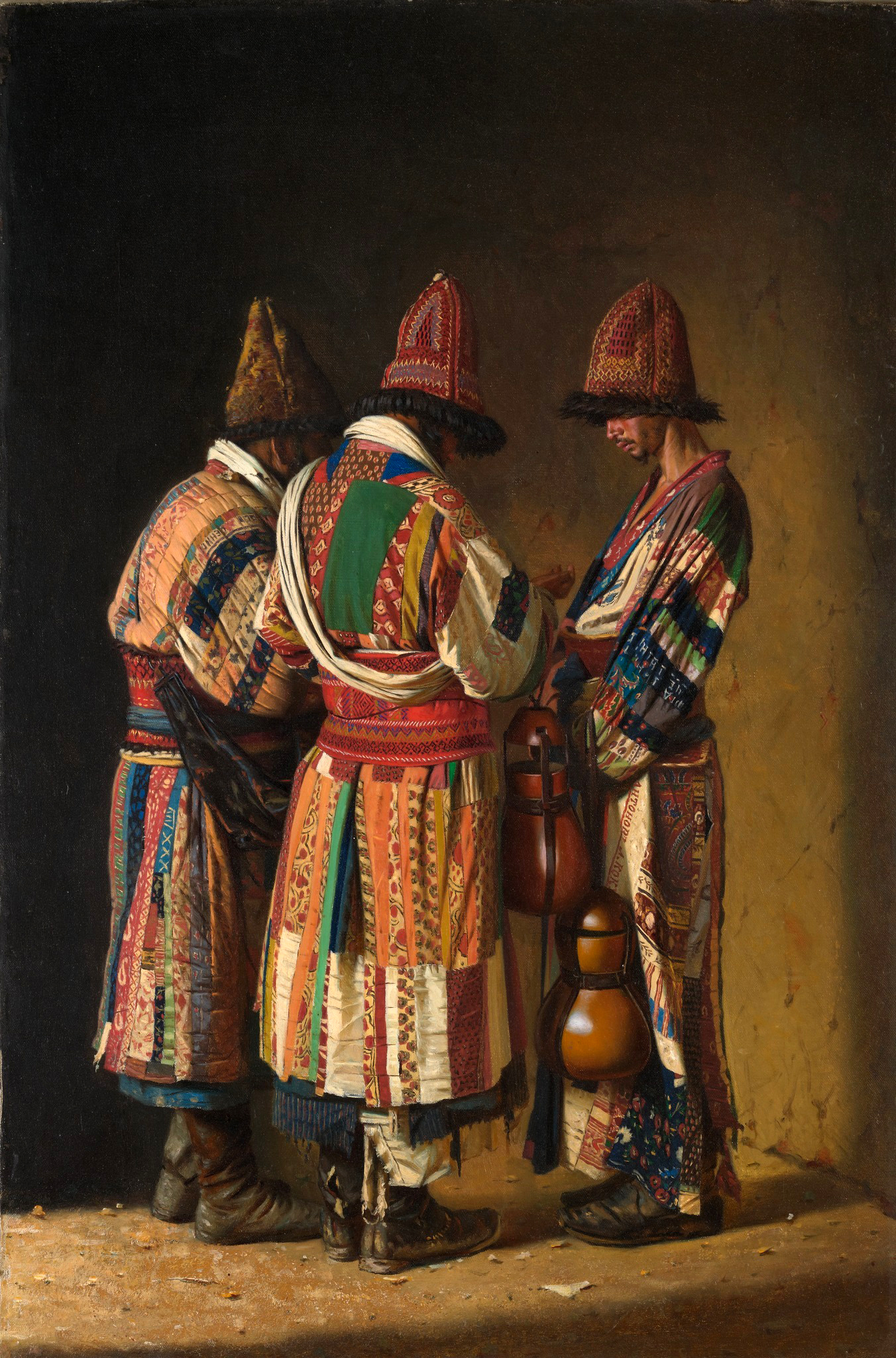
Wereschtschagin: Derwische im Festtagsschmuck (1869–1870)

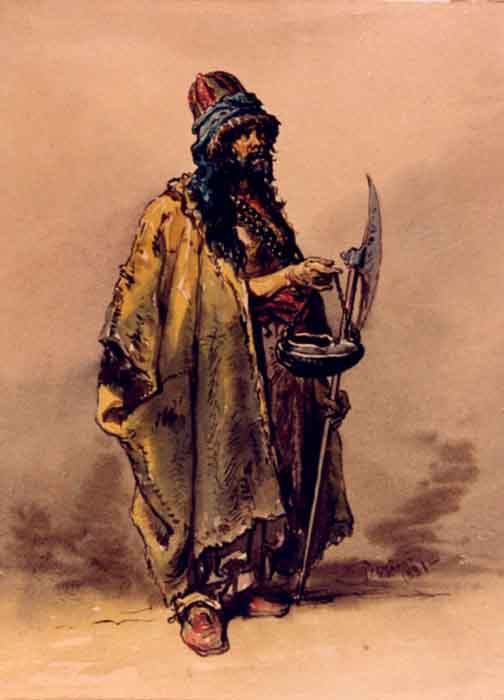
Ein türkischer Derwisch (mit Tabar Zin und Bettelschale) in den 1860er Jahren. Gemälde von Amedeo Preziosi

### Derwisch
Das Wort Derwisch kommt vom persischen درویش, DMG darwīš, wörtlich „auf der Türschwelle Stehender“ mit der übertragenen Bedeutung „Armer“, „Bettler“, „Wanderer“, „Ekstatiker“, also einen asketischen Mönch. Die Verbindung zum persischen Wort dar, „Tor‚ Tür“, ist ein Sinnbild dafür, dass der Bettler von Tür (-schwelle) zu Tür (-schwelle) wandert. In der sufischen Symbolik bedeutet dies auch die Schwelle zwischen dem Erkennen der diesseitigen irdischen (materiellen, siehe auch dunya) und der jenseitigen göttlichen Welt. Derwisch entspricht dem arabischen Ausdruck فقير, DMG faqīr ‚Armer‘. Das Wort wird z. B. in Urdu verwendet, um eine unerschütterliche oder asketische Wendung, darwaishanathabiyath, auszudrücken. Dies ist eine Haltung, die auf materiellen Besitz und dergleichen keinen Wert legt. Eine geläufige deutsche Entsprechung für Derwisch ist „Bettelmönch“. Dabei ist es aber nicht unbedingt wörtlich zu verstehen, dass jeder Derwisch bettelt; sondern dieser Begriff dient auch als Symbol dafür, dass derjenige, der sich auf dem Weg des Sufismus befindet, seine eigene „Armut gegenüber Gottes Reichtum“ erkennt.
Westliche Autoren haben die Bezeichnung Derwisch auch in anderen Zusammenhängen verwendet und etwa auf die antikolonialen Aufständischen des Mahdi im Sudan angewandt.

### Malang
In Südasien einschließlich Afghanistan werden wandernde Derwische mit und ohne einer spirituellen Abstammung und Zugehörigkeit zu einem bestimmten Orden Malang genannt. Die begriffliche Abgrenzung von Malang mit bestimmten sufischen Sekten und anderen Gruppierungen wie den Qalandar, Jalali, Suhagiyya oder Khaksar ist schwierig. So können sich Malang als den Sufiorden Chishtiyya oder Qādirīya zugehörig erklären und sich darüber hinaus als qalandari bezeichnen. Auch wenn sie keinem spezifischen Orden angehören, sind die Malang in Pakistan und Nordindien mit bestimmten islamischen Heiligen verbunden. Am Schrein von Lal Schahbaz Qalandar in Sehwan Sharif treten die Malang schwarz gekleidet auf. Ansonsten tragen sie bunte Kleider oder manchmal einen schwarzen Turban. Zu den Musikinstrumenten, mit denen sie in Pakistan ihre Lieder und Tänze begleiten, gehören die Zupflaute yaktaro, das Perkussionsinstrument chimta und manchmal an den Füßen umgebundene Schellen ghungru. Bekannt sind die Malang für den exzessiven Genuss von Haschisch.

## Religiöse Praxis

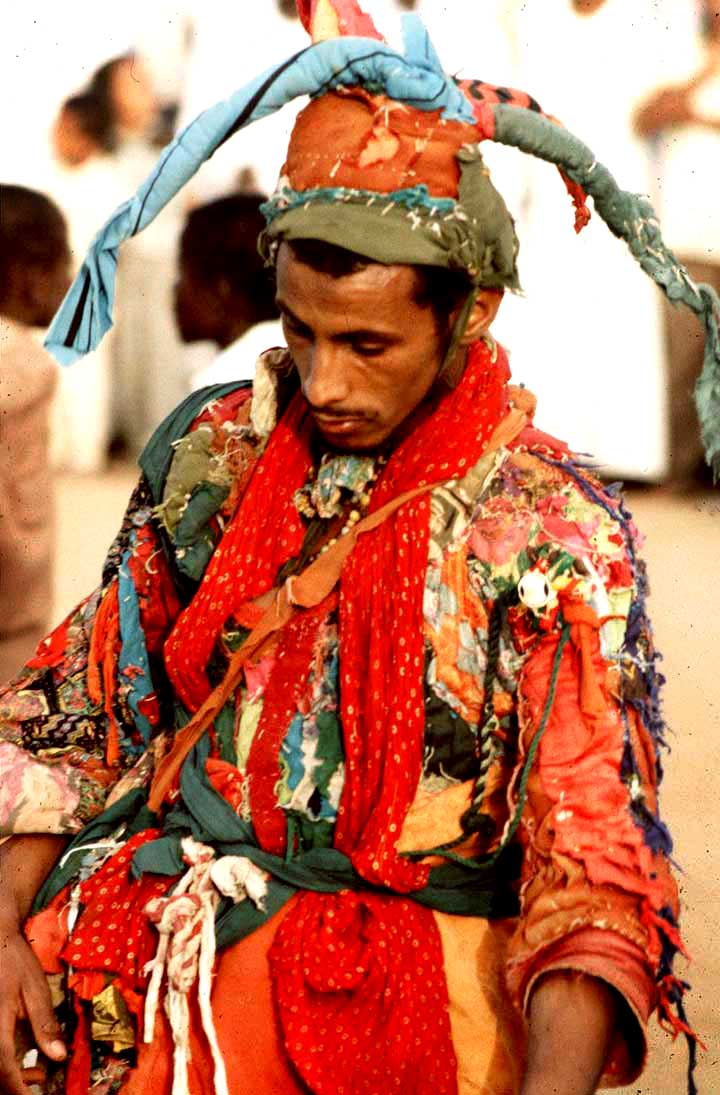
Tanzender Derwisch im Sudan, Februar 2005

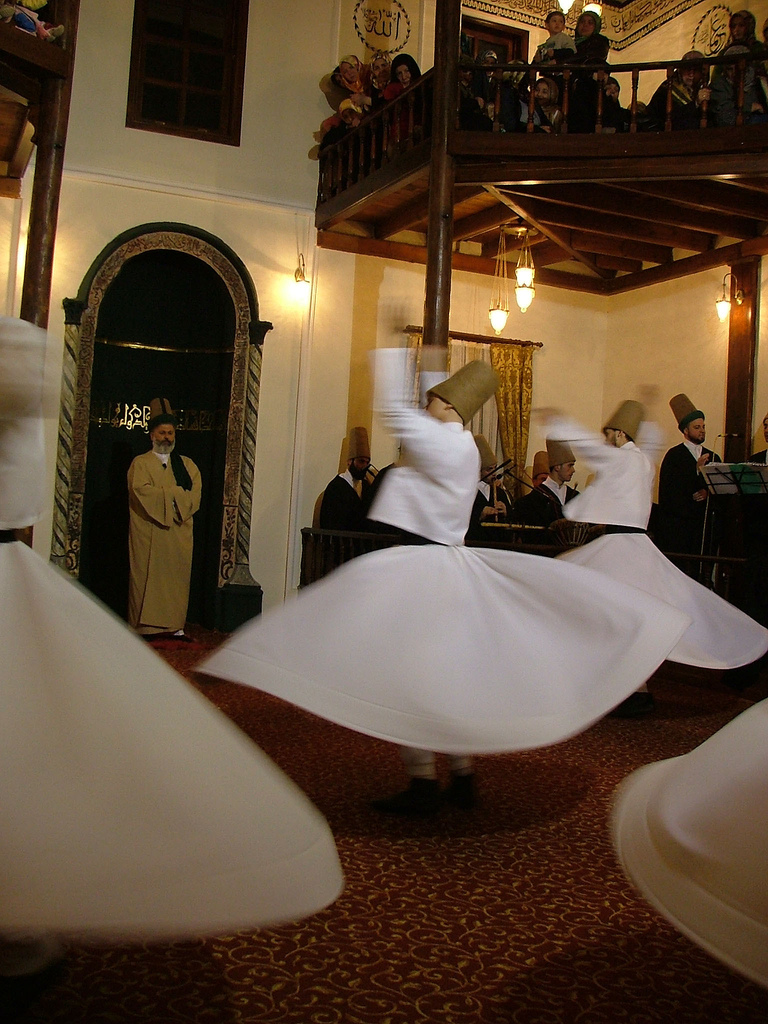
Drehende Derwische des Mevlevi-Ordens in Istanbul, April 2006

Zahlreiche Derwische legen ein Armutsgelübde ab und leben in mönchisch zurückgezogener Askese. Einige wählen die Existenz als Bettler, andere sind berufstätig; ägyptische Qadiriten – in der Türkei Kadiri genannt – sind z. B. Fischer.
In der Regel sind traditionelle Derwischvereinigungen (Sufiorden oder Tariqas) über eine spirituelle Kette (silsila) entweder über Ali oder Abu Bakr direkt mit dem Propheten Mohammed verbunden. Sie leben nach einer Mönchsregel, in gewissem Sinn manchmal mit christlichen Mönchsorden vergleichbar. Es existieren aber auch Unterschiede, wie beispielsweise das Gebot zur Führung eines Ehelebens. Verschiedene Ordensgemeinschaften und deren Untergruppierungen sind im Laufe der Jahrhunderte (seit dem 12. Jahrhundert) entstanden und auch wieder verschwunden.
Der ekstatische Trancetanz (sema), der im Mevlevi-Orden der Türkei ausgeübt wird, gilt als eine der körperlichen Methoden, in religiöse Ekstase zu verfallen und mit Gott in Kontakt zu kommen (siehe auch dhikr). Die Kopfbedeckung der Mevlevi-Derwische heißt Sikke.
Ansonsten wird die von Orden zu Orden verschiedene Kopfbedeckung auch Tadsch (arabisch تاج, DMG tāǧ ‚Krone‘; vgl. auch Taj Mahal) genannt, da der Derwisch bzw. Mystiker sein eigener Herrscher sei. Deshalb trugen einige Derwische auch den Beinamen Schah. Die verschiedenenfarbigen, in der Spitze der Kopfbedeckung zusammenlaufenden Stoffstreifen des Tadsch symbolisieren die in der göttlichen Einheit gipfelnde Vielfalt. Die Kopfbedeckung gehört wie das Tabarzin und die Bettlertasche zu den Sieben Symbolen der Derwische.
Die Bektaschi, die geschichtlich eng mit den Aleviten verknüpft sind, praktizieren auch unorthodoxe Bräuche, wie beispielsweise den Genuss von Alkohol beim ritualisierten Mahl, bei dem man um eine gedeckte Esstafel (arabisch سفرة, DMG sufra) zusammensitzt und Salz, Brot und eben auch Alkohol gereicht bekommt, oder Gottesdienste ohne geschlechtliche Trennung.
Die Sanusiya in Nordafrika sind dagegen strenggläubig und verstehen die Meditation als Teil der reinen islamischen Lehre. Andere Orden und Untergruppen singen Koranverse, trommeln oder tanzen intensiv, gemäß ihren jeweiligen Traditionen. Einige praktizieren die stille Meditation (z. B. Naqschbandi), wie die meisten Sufiorden in Südasien, manche sind vom Chishti-Orden beeinflusst. Jede Vereinigung hat ein eigenes Ordensgewand und besondere Methoden der Aufnahme und der Initiation.
Die „tanzenden Derwische“ sind besonders in der Türkei zu einer touristischen Attraktion geworden, der Heimat des Mevlevi-Ordens aus Konya. Heute werden ihre Sema-Zeremonien allein zu diesem Zweck veranstaltet, seit Mustafa Kemâl Pascha (genannt Atatürk), der Gründer der Türkischen Republik, die Rituale der Mevlevi-Derwische mit dem Gesetz Nr. 677 verbieten ließ. Seit 1954 darf der Sema anlässlich des Jahrestages von Rumis Tod am 17. Dezember wieder vollzogen werden, allerdings nicht im Mutterhaus der Tariqa, sondern in einer Sporthalle.
Namentlich bekannte persische Derwische (des späteren Niʿmatullāhī-Ordens) waren im 18. Jahrhundert der aus Südindien nach Schiras gekommene Maʿsum Ali Schah und sein Schüler Nur ʿAli Schah (* 1760 in Isfahan; † 1797) sowie dessen Freund, der Setar-Spieler Muschtaq. Auch die Ehefrau von Nur ʿAli Schah, die Diwan-Dichterin Hayati, war ein Derwisch.